# Kasper (Vorname)
Kasper ist ein männlicher Vorname, der die dänische Form von „Kaspar“ darstellt.

## Namensträger
- Kasper Andersen (* 1984), dänischer Rennfahrer
- Kasper Irming Andersen (* 1986), dänischer Handballspieler
- Kasper Bøgelund (* 1980), dänischer Fußballspieler
- Kasper Tom Christiansen (* 1981), dänischer Jazz-Schlagzeuger
- Kasper Kazimierz Cieciszowski (1745–1831), polnischer Erzbischof und Metropolit von Russland
- Kasper Degn (* 1982), dänischer Eishockeyspieler
- Kasper Faust Henriksen (* 1986), dänischer Badmintonspieler
- Kasper Goltwurm (1524–1559), deutscher lutherischer Theologe
- Kasper Holmboe (* 1973), dänischer Musicalsänger
- Kasper Hvidt (* 1976), dänischer Handballspieler
- Kasper Jebjerg (* 1985), dänischer Radrennfahrer
- Kasper Jensen (Fußballspieler) (* 1982), dänischer Fußballspieler
- Kasper Jensen (Eishockeyspieler) (* 1987), dänischer Eishockeyspieler
- Kasper Kiim Jensen (* 1981), dänischer Badmintonspieler
- Kasper Linde Jørgensen (* 1984), dänischer Radrennfahrer
- Kasper Kisum (* 1992), dänischer Handballspieler
- Kasper Klostergaard (* 1983), dänischer Radrennfahrer
- Kasper König (1943–2024), deutscher Kunsthistoriker und Kurator
- Kasper Kristoffersen (* 1976), dänischer Poolbillardspieler
- Kasper Nielsen (* 1975), dänischer Handballspieler
- Kasper Ødum (* 1979), dänischer Badmintonspieler
- Kasper Pedersen (* 1984), dänischer Eishockeyspieler
- Kasper Risgård (* 1983), dänischer Fußballspieler
- Kasper Rorsted (* 1962), dänischer Manager
- Kasper Schmeichel (* 1986), dänischer Fußballspieler
- Kasper Skårhøj (* 1975), dänischer Informatiker, Schöpfer von TYPO3
- Kasper Søndergaard (* 1981), dänischer Handballspieler
- Kasper Straube (15. Jh.), deutscher Buchdrucker
- Kasper Thygesen (* 1980), dänischer Poolbillardspieler